# Třída Infanta Maria Teresa
Třída Infanta Maria Teresa byla lodní třída pancéřových křižníků španělského námořnictva. Celkem byly postaveny tři jednotky této třídy. Všechny tři byly potopeny ve španělsko-americké válce roku 1898.

## Stavba
Celkem byly postaveny tři jednotky této třídy. Objednány byly roku 1889. Stavbu zajistila loděnice v Bilbau. Na vodu byly spuštěny v letech 1890–1891.
Jednotky třídy Infanta Maria Teresa:
| Jméno                | Loděnice           | Založení kýlu | Spuštěn          | Vstup do služby | Osud                                                     |
| -------------------- | ------------------ | ------------- | ---------------- | --------------- | -------------------------------------------------------- |
| Infanta Maria Teresa | Arsenal del Bilbao | 1890          | 30. srpna 1890   | 1893            | Dne 3. července 1898 potopen v bitvě u Santiaga de Cuba. |
| Vizcaya              | Arsenal del Bilbao |               | 8. července 1891 | 1893            | Dne 3. července 1898 potopen v bitvě u Santiaga de Cuba. |
| Almirante Oquendo    | Arsenal del Bilbao | 1889          | 4. října 1891    | 1893            | Dne 3. července 1898 potopen v bitvě u Santiaga de Cuba. |

## Konstrukce

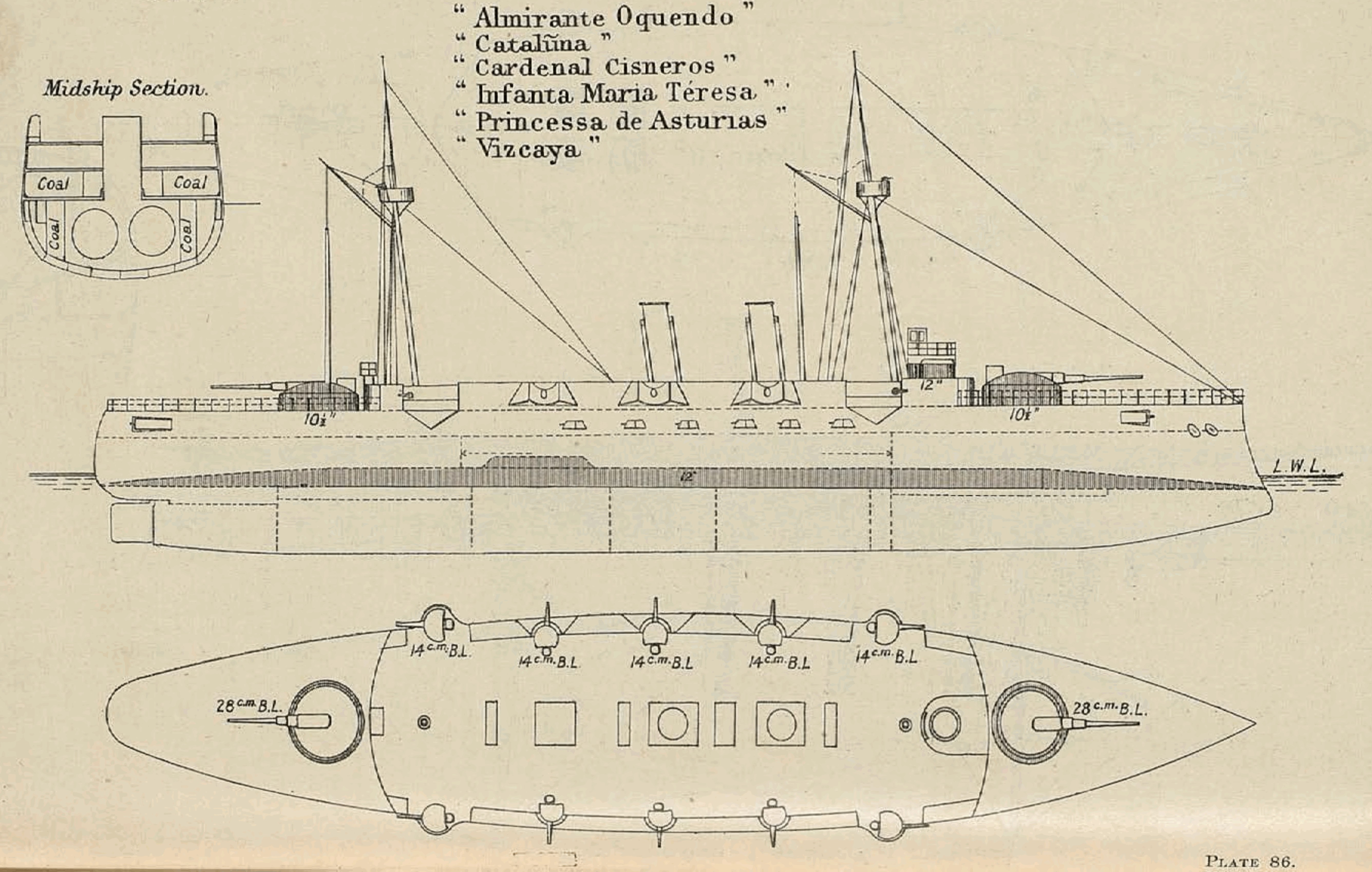
Základní uspořádání třídy

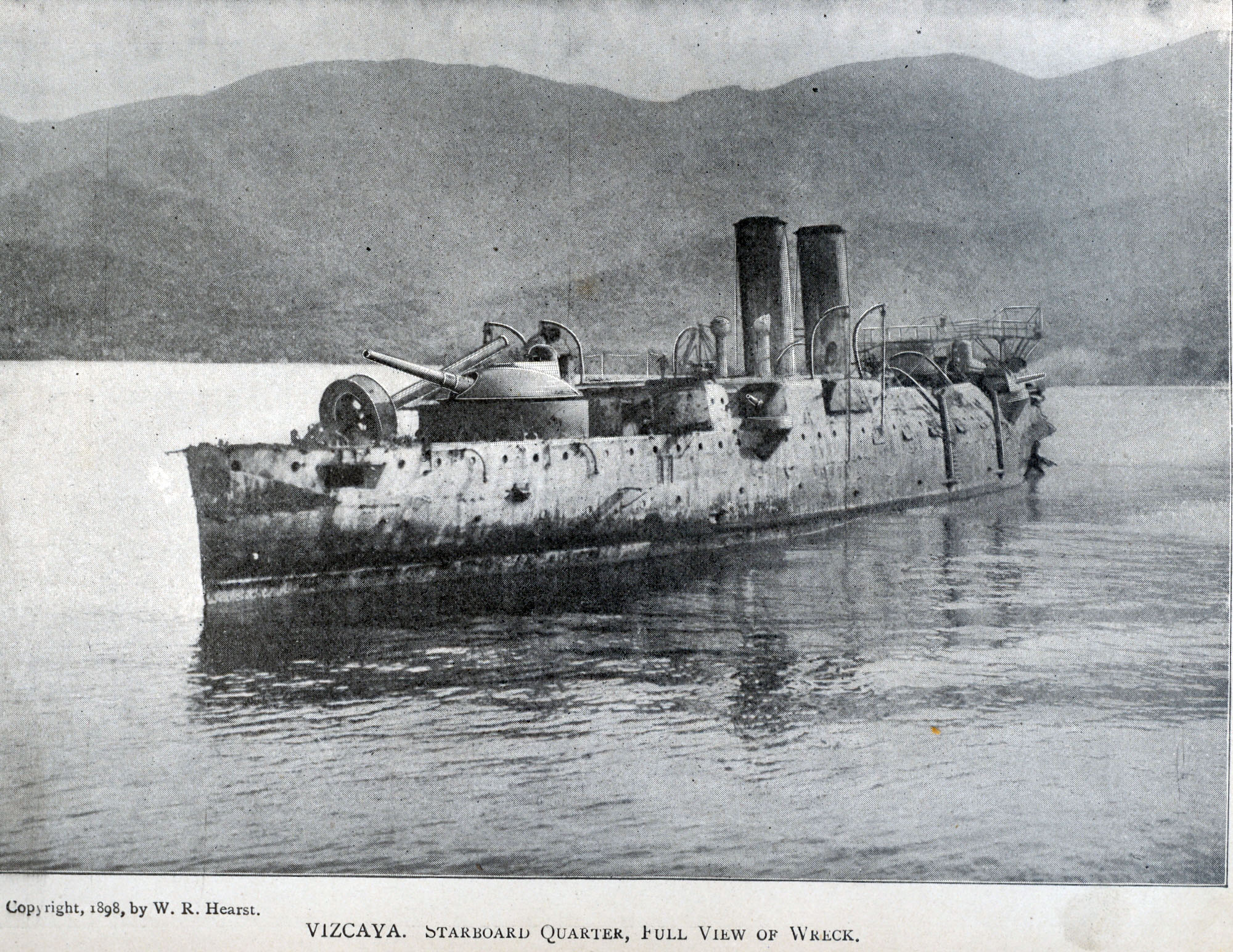
Pancéřový křižník Vizcaya po bitvě u Santiaga de Cuba

Křižníky byly silně vyzbrojené, ale slabě chráněné pancéřováním. Hlavní výzbroj představovaly dva 279mm kanóny Hontoria ve slabě chráněných barbetách na přídi a na zádi a dále deset 140mm kanónů na otevřené horní palubě, chráněné lehkými štíty. Všechny byly zranitelné dělostřelbou. Doplňovalo je osm dvanáctiliberních kanónů, deset tříliberních kanonů Hotchkiss, osm kanónů Nordenfeld, dva kulomety Maxim a osm torpédometů. Boční pancéřový pás měl sílu 254-305 mm, barbety 229 mm, paluba 51–76 mm a můstek 305 mm. Křižníky poháněly dva parní stroje s trojnásobnou expanzí o výkonu 13 700 hp, roztáčející dva lodní šrouby. Nejvyšší rychlost dosahovala 20,2 uzlu. Neseno bylo 1050 tun uhlí.